# Peter von Bradke

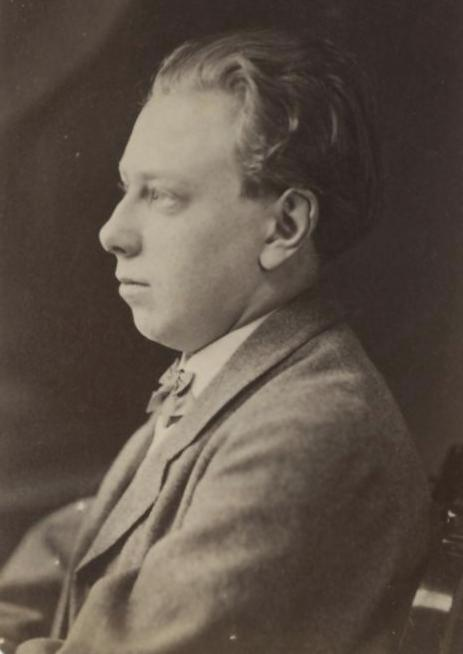
Peter von Bradke, 1870s, Dorpat (Tartu)

Peter von Bradke (* 27. Juni 1853 in St. Petersburg; † 7. März 1897 in Gießen) war ein Linguist und Sanskritist. Auf ihn geht die heute überholte Theorie zurück, die indogermanische Ursprache hätte sich zunächst in die Satemsprachen im Osten und die Kentumsprachen im Westen zweigeteilt.

## Leben
Peter von Bradke war Sohn des Kurators Georg Friedrich von Bradke aus dessen 1852 geschlossener zweiten Ehe mit Luise Lucie von Saß (1827–1861).
Er verbrachte seine Jugend in Dorpat (Tartu), studierte von 1871 bis 1875 an der Kaiserlichen Universität Dorpat klassische und germanische Philologie sowie vergleichende Sprachwissenschaft bei Leo Meyer. Von 1876 bis 1878 studierte er weiter bei Rudolf von Roth in Tübingen. Von 1878 bis 1884 lebte er zumeist in Jena, wo vor allem indische Philologie studierte. Es folgten nach mehreren Krankheiten Studien der Kunstgeschichte in München (1879–80). 1882 promovierte er in Jena mit einer Arbeit: „Über das Mānava-Grhya-Sūtra“. 1884 habilitierte er sich an der Universität Gießen für Sanskrit und vergleichende Sprachforschung. 1886 wurde er dort zum außerordentlichen, 1893 zum ordentlichen Professor für diese Lehrfächer ernannt und bekleidete diese Stelle bis zu seinem Tode.
Seine erste größere Arbeit war das Buch „Dyâus Asura, Ahura Mazdâ und die Asuras“ (Halle 1885). Sie galt dem Nachweis, dass wie bei den Römern und Griechen der Himmelsgott Ζεὺς πατήρ, Juppiter, so auch bei den Vorfahren der Inder und Iranier, Dyâus bzw. pitar asura der höchste Gott gewesen sei. Diese Ansicht hat sich durchgesetzt und ist heute wissenschaftlicher Konsens, wobei der Name des obersten (Himmels-)Gottes der frühen Indogermanen als *dyeus phtér rekonstruiert wird, vgl. urgermanisch *tiwaz aus idg. *deiwós "Gott" (Quelle: Euler/Badenheuer (2009), S. 67).
Bradkes umfangreichstes Werk „Über Methode und Ergebnisse der arischen Alterthumswissenschaft“ (Gießen 1890) ist im Wesentlichen eine Kritik von Otto Schraders Publikation „Sprachvergleichung und Urgeschichte“, die 1883 erschienen war und viel Zustimmung gefunden hatte. Außerdem vertrat Bradke darin die eingangs erwähnte These der primären Ausgliederung des Proto-Indogermanischen in Satem- und Kentumsprachen, die zunächst auf viel Zustimmung stieß, ab etwa 1920 mit fortschreitender Erforschung des Tocharischen, einer Kentumsprache, und weiteren Studien – etwa des um 1900 in Anatolien entdeckten Hethitischen – aber als widerlegt galt (vgl. Euler/Badenheuer (2009), S. 36–38). Texte in tocharischer Sprache wurden ab 1890 im äußersten Nordwesten Chinas entdeckt, 1908 wurde die Sprache als indogermanisch klassifiziert.

## Werke
- Ahura Mazdâ und die Asuras: Ein Beitrag zur Kenntniss altindogermanischer Religionsgeschichte, 1884
- Dyâus Asurâ, Ahura Mazda und die Asuras, 1885
- Beiträge zur altindischen Religions- und Sprachgeschichte, 1886
- Über die arische Alterthumswissenschaft und die Eigenart unseres Sprachstammes: Akademische Antrittsrede am 14. Juli 1888, 1888
- Beiträge zur Kenntniss der vorhistorischen Entwickelung unseres Sprachstammes, 1888
- Über Methode und Ergebnisse der arischen (indogermanischen) Alterthumswissenschaft, 1890